# Né avec les morts
Né avec les morts (titre original : Born with the Dead) est un roman court de science-fiction de Robert Silverberg publié en avril 1974 dans la revue The Magazine of Fantasy & Science Fiction aux États-Unis, et en France en juin 1975. 
Ce roman court a reçu le prix Nebula du meilleur roman court 1974 ainsi que le prix Locus du meilleur roman court 1975.

## Publications

### Publications en France
Le roman a notamment été publié dans le recueil Voyage au bout de l'esprit (éditions Omnibus, 1998, 904 pages).

### Autres pays
Born with the Dead a été publié aux Pays-Bas sous le titre Opgewekt Bij de Doden en 1976.
Il a été publié en Allemagne sous le titre Mit den Toten geboren en 1982.

## Résumé
Dans un avenir proche dans lequel les morts récents peuvent être « reboostés » pour une nouvelle vie, même si ces morts possèdent la mémoire de leurs vies antérieures, ils ne se sentent pas liés par les événements passés.
Le roman fait un parallèle avec Eurydice et Orphée aux enfers.